# 黎達
黎達（1921年3月4日—1955年12月10日），廣東省梅縣人，中國共產黨員，曾任屏東女子中學教職員，因余育生案牽連判處死刑，1955年12月10日槍決於安坑刑場。

## 生平
黎達，1921年生於廣東省梅縣，1938年時經同學蕭冠吸收加入共產黨，經常分組集會籌組讀書會。余育生、余海晏也在同一時期加入共產黨梅縣學抗會，在生活書店工作，並在民報報社擔任記者。黎達於1939年在中共「抗日民族統一戰線」下擔任梅縣學抗會梅東分會幹事，1940年與同學蕭冠，隨教師黃日華(詩人蒲風)加入新四軍，1941年皖南事变中蕭冠陣亡，黃日華於隔年病逝於安徽。
新四軍事件黎達返回梅縣松口擔任小學教師，1943年考入廣東省立藝專專修漫畫木刻，國共內戰時，黎達來台，在台南市中華日報擔任記者，之後在屏東女中擔任教員。
1953年11月間，余海晏時服務於台南山林管理所嘉義分所股長，由於曾偽造福建清流縣教育科科員等證明獲得升遷，又政府宣導叛亂自首既往不咎，於是余海晏向內政部調查局自首叛亂部分罪名。調查局以其自首不誠為由拘提審訊，余海晏自新於是將余育生、謝孟存、陳實、江石蓀供出，黎達、陳定昌、鄭新忠則因為1938年在梅縣加入共黨的往事受到牽連。
1954年9月全案偵結審判，余海晏自新受感化教育2年，余育生判處死刑，其餘人判處有期徒刑，經總統裁示後審判官遭記過處分後，謝孟存、陳實、江石蓀、黎達、陳定昌、鄭新忠皆以加入共黨組織潛伏軍政、教育、生產機構中，經政府多年宣導仍未自首判處死刑，1955年12月10日槍決於安坑刑場。

## 紀念
2013年10月 北京西山國家森林公園的無名英雄廣場上立有無名英雄紀念碑，為紀念來台灣在1950年代被處決「隱避戰線烈士」而設立，黎達銘刻於紀念碑上，為中共國家安全部追認之中華人民共和國烈士。

## 平反
2018年12月7日，促進轉型正義委員會促轉三字第1075300110B號，公告受難者林慶雲君等1270人應予平復司法不法之刑事有罪判決暨其刑，其中(44)審復字第29號，有關黎達共同意圖顛覆政府而著手實行之有罪判決暨其刑及沒收之宣告正式撤銷。